# Oxyjulis californica
Oxyjulis californica är en fiskart som först beskrevs av Günther, 1861.  Oxyjulis californica ingår i släktet Oxyjulis och familjen läppfiskar. IUCN kategoriserar arten globalt som livskraftig. Inga underarter finns listade i Catalogue of Life.